# Глубокий Исток
Глубокий Исток (в верховье — Большой Исток) — река в России, протекает по Парабельскому и Каргасокскому районам Томской области. Устье реки находится в 37 км по левому берегу реки Парабель. Длина реки составляет 23 км.

## Данные водного реестра
По данным государственного водного реестра России относится к Верхнеобскому бассейновому округу, водохозяйственный участок реки — Обь от впадения реки Кеть до впадения реки Васюган, речной подбассейн реки — Кеть. Речной бассейн реки — (Верхняя) Обь до впадения Иртыша.
Код объекта в государственном водном реестре — 13010700112115200029581.